# Brierley (Yorkshire du Sud)
Pour les articles homonymes, voir Brierley.
Brierley est un village et une ancienne paroisse civile du Yorkshire du Sud, en Angleterre.